# سیارک ۸۵۲۱۷
سیارک ۸۵۲۱۷ (به انگلیسی: 85217 Bilzingsleben، نامگذاری:1992US8) هشتاد و پنج هزار و دویست و هفدهمین سیارک کشف شده‌است که در ۳۱ اکتبر ۱۹۹۲ کشف شد.